# Joe (2013)
Joe (bra/prt: Joe) é um filme independente do gênero drama de 2013 dirigido e coproduzido por David Gordon Green, coproduzido por Lisa Muskat, Derrick Tseng e Christopher Woodrow e escrito por Gary Hawkins, adaptação do romance homônimo de Larry Brown, de 1991. É estrelado por Nicolas Cage e Tye Sheridan, contando a história de um homem atormentado que contrata um garoto de quinze anos para trabalhar e o protege de seu pai abusivo.
O filme estreou no 70.º Festival Internacional de Cinema de Veneza em 30 de agosto de 2013, com uma exibição subsequente no Festival Internacional de Cinema de Toronto de 2013.

## Elenco
- Nicolas Cage como Joe Ransom[11]
- Tye Sheridan como Gary Jones
- Heather Kafka como Lacy
- Ronnie Gene Blevins como Willie
- Brian Mays como Junior
- Sue Rock como Merle
- Sam Velasquez como Archuleta
- Adriene Mishler como Connie
- Gary Poulter como Wade
- Dana Freitag como Sue
- Anna Niemtschk como Dorothy
- William Bowen como Brothel John

## Recepção
Joe foi aplaudido no Festival de Cinema de Veneza. O agregador de críticas de filmes Rotten Tomatoes relata que 87% dos críticos deram ao filme uma avaliação positiva com base em 126 críticas e uma pontuação média de 7.3/10, com o consenso do site: "Rico em atmosfera e ancorado por uma poderosa performance de Nicolas Cage, Joe é um retorno satisfatório à boa forma de sua estrela - assim como o diretor David Gordon Green". No Metacritic, possui uma pontuação de 74, indicando avaliações "geralmente favoráveis" baseadas em 36 críticos.
O filme circulou nos noticiários mainstream quando o ator Gary Poulter foi encontrado morto em 19 de fevereiro de 2013, antes do filme ser lançado. Poulter, que interpretou Wade no filme, era um sem-teto, sofria de alcoolismo e já estava gravemente doente. Seu único outro crédito como ator foi como figurante na série televisiva Thirtysomething. Os produtores temiam que escalar Poulter no filme fosse um risco por causa de seu alcoolismo, mas Green permaneceu comprometido em tê-lo no filme. Ao escrever para RogerEbert.com, Peter Sobczynski chamou a atuação de Poulter de "impressionante" e "uma das grandes performances de única tentativa da história do cinema".